# Mount Harkin
Mount Harkin är ett berg i Kanada.   Det ligger i provinsen British Columbia, i den centrala delen av landet, 3 000 km väster om huvudstaden Ottawa. Toppen på Mount Harkin är 2 950 meter över havet, eller 753 meter över den omgivande terrängen. Bredden vid basen är 6,6 km.
Terrängen runt Mount Harkin är bergig österut, men västerut är den kuperad.Trakten runt Mount Harkin är nära nog obefolkad, med mindre än två invånare per kvadratkilometer.. Det finns inga samhällen i närheten.
I omgivningarna runt Mount Harkin växer i huvudsak barrskog.